# André Ferry
Pour les articles homonymes, voir Ferry.
André Ferry, né à Reims en 1714 et mort dans la même ville le 5 septembre 1773, est un religieux minime, géomètre et mathématicien français. 

## Biographie
Professeur de mathématiques (1749), il est connu pour avoir conçu une machine hydraulique pour l'alimentation en eau des villes de Reims, Amiens et Dole,. 
Il fait partie des contributeurs de l'Encyclopédie ou dictionnaire universel raisonné des connaissances humaines.